# Bolboceratops
Bolboceratops es un género de coleóptero de la familia Geotrupidae.

## Especies
Las especies de este género son:
- Bolboceratops buxtoni
- Bolboceratops imitator
- Bolboceratops indicus
- Bolboceratops rosaedicatus
- Bolboceratops scorteccii
- Bolboceratops simonettai
- Bolboceratops suahelus
- Bolboceratops tenuistriatus